# Коссель, Вальтер
Вальтер Ко́ссель (нем. Walther Kossel; 4 января 1888, Берлин — 22 мая 1956, Тюбинген) — немецкий физик. Сын лауреата Нобелевской премии Альбрехта Косселя.

## Биография
Окончил Гейдельбергский университет в 1911 году. Профессор Кильского университета (с 1921) и Высшей технической школы в Данциге (с 1932). В ноябре 1933 года он подписал декларацию немецких профессоров в поддержку Адольфа Гитлера. С 1947 года директор Физического института в Тюбингене.

## Основные работы
В 1916 году выдвинул гипотезу, которая легла в основу теории ионной химической связи и гетеровалентности. В 1928 году одновременно с болгарским физическим химиком Иваном Странским предложил молекулярно-кинетическую теорию роста кристаллов. Обнаружил эффект возникновения дифракционных линий при дифракции расходящегося пучка рентгеновских лучей в кристалле (линии Косселя или Кикучи).

## Награды
- Медаль имени Макса Планка (1944)